# Bò Alderney
Bò Alderney là một giống bò sữa có nguồn gốc từ đảo Channel của Anh là Alderney, mặc dù không còn tìm thấy trên đảo. Loài thuần chủng bây giờ đã tuyệt chủng, mặc dù giống lai vẫn còn tồn tại. Các Alderney là một trong ba giống bò tại Channel Island, những giống khác là bò Jersey và bò Guernsey.

## Ngoại hình
Bò Alderney thuần chủng là những động vật có xương nhỏ, mảnh mai hơn bò cái của các giống bò đảo Channel khác và theo một số cách chúng giống hươu hơn bò. Chúng là những con vật ngoan ngoãn và thậm chí sẽ theo dõi trẻ em cách thụ động đến và rời đồng cỏ. Sữa của chúng rất dồi dào và sản xuất bơ rất tốt. Một nhà văn năm 1912 cho biết, "Alderney được xếp hạng là giống bò bơ tốt nhất trên thế giới, trong khi sản lượng sữa phong phú, giàu kem, là một giống lạ thường."

## Sự tuyệt chủng
Hầu hết bò Alderney thuần chủng đã bị loại bỏ khỏi đảo Guernsey vào mùa hè năm 1940, bởi vì hòn đảo này sau đó bị chiếm đóng bởi người Đức (trong [[Thế Chiến thứ hai) và rất khó cho một vài người dân đảo còn ăn sữa. Trên Guernsey, bò được lai tạo với các giống địa phương. Vài con bò thuần chủng còn lại trên Alderney đã bị người Đức giết chết và ăn thịt vào năm 1944. Tại Pháp, Alderney được sáp nhập vào giống Normande.:192